# Бају Виста (Тексас)
Бају Виста (енгл. Bayou Vista) град је у америчкој савезној држави Тексас. По попису становништва из 2010. у њему је живело 1.537 становника.

## Демографија
Према попису становништва из 2010. у граду је живело 1.537 становника, што је 107 (6,5%) становника мање него 2000. године.
| Група             | 2000.         | 2010.         |
| Белци             | 1.523 (92,6%) | 1.399 (91,0%) |
| Афроамериканци    | 9 (0,5%)      | 10 (0,7%)     |
| Азијати           | 13 (0,8%)     | 12 (0,8%)     |
| Хиспаноамериканци | 80 (4,9%)     | 103 (6,7%)    |
| Укупно            | 1.644         | 1.537         |